# Dodonaea peduncularis
Dodonaea peduncularis är en kinesträdsväxtart som beskrevs av John Lindley. Dodonaea peduncularis ingår i släktet Dodonaea och familjen kinesträdsväxter. Inga underarter finns listade i Catalogue of Life.